# São Pedro (Vila Franca do Campo)
São Pedro ist eine Gemeinde (Freguesia) im Kreis (Concelho) von Vila Franca do Campo auf der portugiesischen Atlantikinsel São Miguel, die zu den Azoren gehört. Auf einer Fläche von 2,5 km² leben 1380 Einwohner (Stand 19. April 2021) in der Gemeinde, was einer Bevölkerungsdichte von 555,4 Einwohnern/km² entspricht.
Mit der Gemeinde São Miguel zusammen stellt São Pedro das Stadtgebiet der Kreisstadt Vila Franca do Campo dar.